# الساندرو کاروسو
الساندرو کاروسو (انگلیسی: Alessandro Carosso؛ زادهٔ ۲ فوریهٔ ۲۰۰۲) بازیکن فوتبال است.